# Voedselverwerking

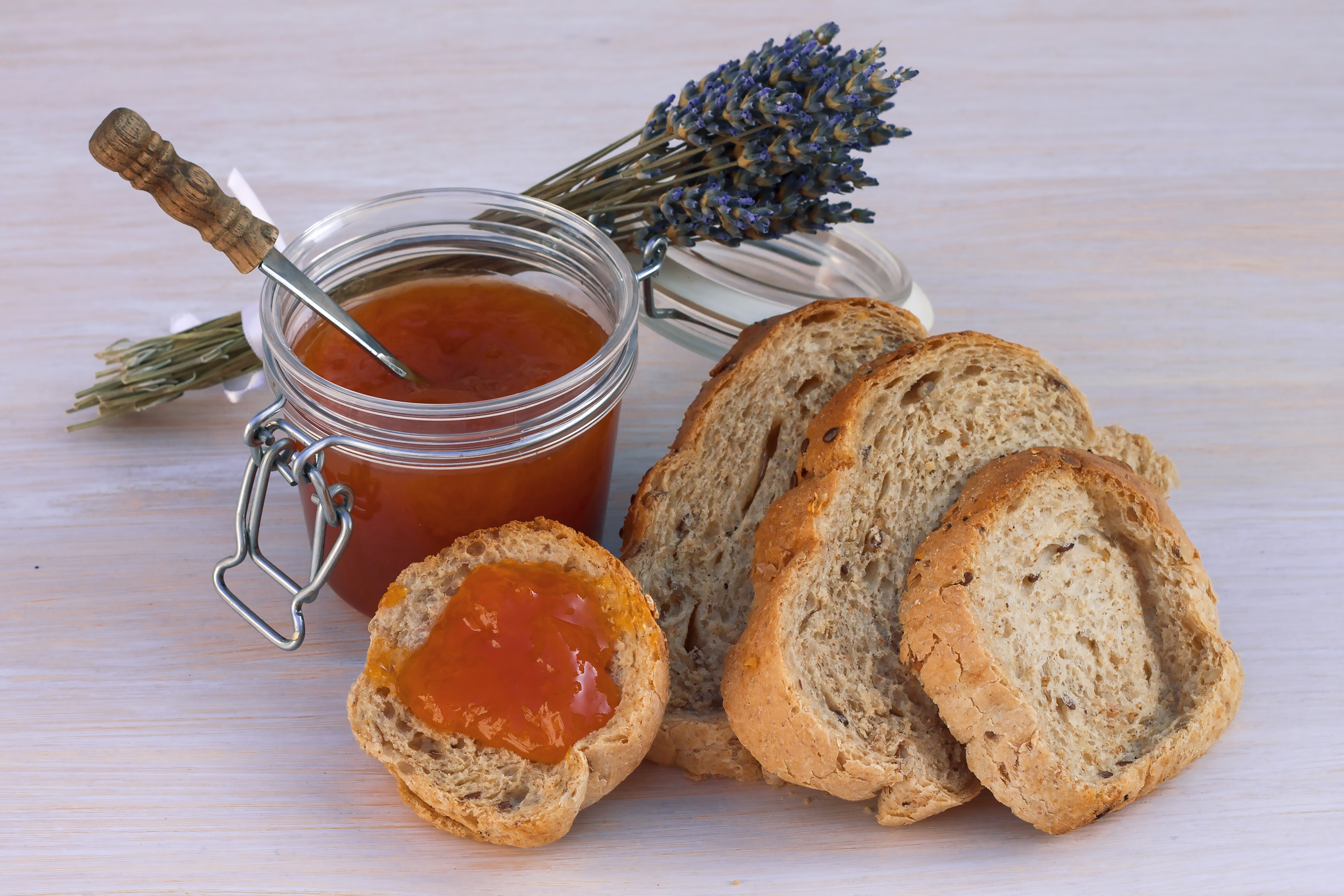
Aan brood komen verschillende (primaire en secundaire) bewerkingen te pas: graan malen tot meel, de ingrediënten mengen en tot een deeg kneden, het brood bakken en vervolgens snijden.

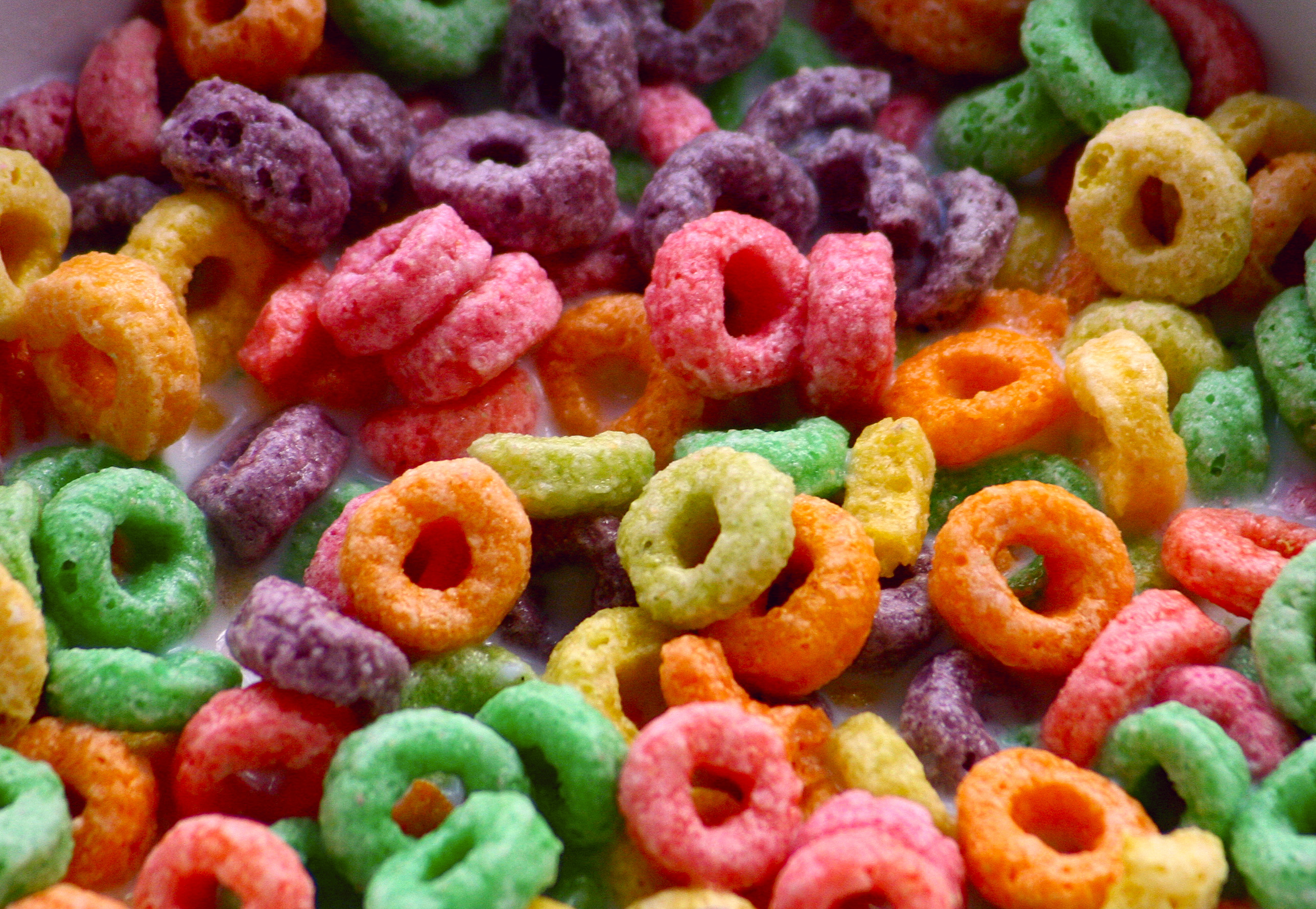
Fabrikanten van ontbijtgranen zoals deze passen complexe industriële bewerkingen toe, zoals hydrogenering en hydrolyse.

Voedselverwerking of voedselbewerking is het omzetten van landbouwproducten in voedsel of van een voedingsmiddel in een ander voedingsmiddel. Dit omvat veel mogelijke handelingen, zoals snijden, malen, koken, bakken, drogen, koelen en fermenteren.
Er kan onderscheid gemaakt worden tussen primaire, secundaire en tertiaire voedselverwerking:
- primaire voedselverwerking of agroprocessing vindt plaats na de oogst of de slacht.
- secundaire voedselverwerking verandert de ingrediënten in vertrouwd voedsel, bijvoorbeeld meel in brood.
- tertiaire voedselverwerking betreft de distributie en bereiding van voedselproducten voor de detailhandel en de voedselservice-industrie.

Primaire en secundaire voedselbewerking is vaak noodzakelijk om voedsel eetbaar te maken en kan ervoor zorgen dat het beter verteerbaar is of langer houdt en dus veiliger is. Het kan ook bijdragen aan de vlotte beschikbaarheid en het gebruiksgemak en voedselverspilling tegengaan.
Tertiaire voedselbewerking door de voedingsindustrie maakt gebruik van complexe bewerkingen, zoals fractionering, chemische modificatie en extrusie, waardoor sprake is van ultrabewerkte voeding. Deze voedingsmiddelen worden in verband gebracht met verhoogd risico op obesitas, diabetes type 2, hart- en vaatziekten en bepaalde soorten kanker. In de Nova-classificatie, een indeling naar bewerkingsgraad, komt ultrabewerkte voeding overeen met groep 4.